# ॠ
Cette page contient des caractères spéciaux ou non latins. S’ils s’affichent mal (▯, ?, etc.), consultez la page d’aide Unicode.
ॠ, transcrit ṝ et appelé r vocalique long, est une voyelle de l’alphasyllabaire devanagari.

## Représentations informatiques
Ses Unicode sont :
| formes       | représentations | chaînes de caractères | points de code | descriptions                                |
| ------------ | --------------- | --------------------- | -------------- | ------------------------------------------- |
| indépendante | ॠ               | ॠ                     | U+0960         | lettre devanagari rr vocalique              |
| dépendante   | ॄ                | ◌ॄ                     | U+0944         | diacritique voyelle devanagari rr vocalique |